# Danby (Californie)
Pour les articles homonymes, voir Danby.
Danby est une localité non incorporée du comté de San Bernardino en Californie.
Elle est située le long de la voie ferrée de la Atchison, Topeka and Santa Fe Railway, à proximité de la route historique U.S. Route 66.